# Katarzyna Kretkowska
Katarzyna Maria Kretkowska (nascida a 7 de junho de 1958) é uma política polaca. Foi eleita para o Sejm (9.º mandato) em representação do círculo eleitoral de Poznań.